# صفی‌آباد (دزفول)
صفی‌آباد از شهرهای شهرستان دزفول در استان خوزستان است.

## جمعیت
بر پایه سرشماری عمومی نفوس و مسکن در سال ۱۳۹۵ جمعیت این شهر ۹٬۸۷۹ نفر (در ۲٬۸۹۴ خانوار) بوده‌است.

## مردم
مردم بومی و اصلی این شهر خوزی (دزفولی) می باشند.ولی با رشد شهر مردمی از شوش و دزفول اندیمشک به این شهر مهاجرت کردند.

## پیشینه
این منطقه مدت کوتاهی پس از شکل‌گیری {{مرکز تحقیقات کشاورزی صفی آباد}} در سال ۱۳۵۴ (احتمالاً) توسط متخصصان آمریکایی و هلندی در دزفول بنا نهاده شد
این شهر در ۱۲ کیلومتری جنوب دزفول و ۲ کیلومتری شمال شهر امام و ۱۷ کیلومتری شرق شوش واقع است.
از اسامی گذشته این شهر می‌توان به کاووس، کوتیان، شریعتی و امام حسین اشاره کرد
از مکانهای زیارتی این شهر نیز می‌توان به بقعه سید شهاب الدین محمد قائد معروف به پیر فراش اشاره کرد. این شهر از سرسبزترین شهرهای شمال خوزستان می‌باشد که حومه آن پوشیده از درختان آکالیپتوس و باغات مرکبات می‌باشد همچنین مزارع کشاورزی نیز جلب توجه می‌کند.
لغت‌نامه دهخدا
کوتیان. (اِخ) دهی از دهستان بلوک شرقی است که در بخش مرکزی شهرستان دزفول واقع است و ۵۰۰ تن سکنه دارد. (از فرهنگ جغرافیایی ایران ج ۶).
علامه دهخدا در کتاب لغت‌نامه خویش به نقل از کتاب فرهنگ جغرافیایی ایران در مورد فراش این‌گونه می‌نویسد:
فراش دهی است از دهستان بلوک شرقی بخش مرکزی شهرستان دزفول، واقع در ۱۲هزارگزی جنوب دزفول و ده هزارگزی جنوب باختری شوسه، شوشتر به دزفول. ناحیه‌ای است واقع در دشت و گرمسیر که دارای ۱۵۰ تن سکنه است. از رودخانه مشروب می‌شود. محصولاتش غلات، برنج و کنجد است. اهالی به کشاورزی گذران می‌کنند. راه مالرو دارد. ساکنین از طایفه‌های ایل بختیاری هستند

## مرکز تحقیقات کشاورزی صفی‌آباد
مرکز تحقیقات کشاورزی صفی‌آباد پس از بررسی‌ها و مطالعات اولیه‌ای که در اراضی آبخور سد دز در سال ۱۳۳۹ آغاز شده بود، رسماً در سال ۱۳۴۲ در قلب اراضی ۱۲۵ هزار هکتاری شبکه آبیاری دز در شمال استان خوزستان افتتاح گردید. مساحت اولیه مرکز در بدو تأسیس ۳۴۰ هکتار بود که در سال ۱۳۵۵ به ۴۰۰ هکتار افزایش یافت. هدف اصلی مرکز تحقیق در جهت شناخت پتانسیل‌های کشاورزی و دامداری منطقه بود. شناسایی و کلاس بندی خاک‌های منطقه و تعیین قابلیتهای کشت آن‌ها و معرفی بسیاری از گیاهان زراعی که قبلاً در منطقه کشت نمی‌شد، تعیین نیاز آبی محصولات مختلف از زمرة وظایف مرکز بوده‌است. آموزش کشاورزان بطور هم‌زمان آغاز گردید و نیروهای متخصص با آخرین اطلاعات به روز نسبت به اجرای طرحهای تحقیقاتی و کاربردی اقدام نمودند.

## تپه‌های باستانی صفی‌آباد
از سال‌ها پیش، در دوتپهٔ باستانی جنوب غرب صفی‌آباد، اشیا و آثار گرانبهایی از جمله مجسمه‌ها، سکُه‌ها و سفال‌های عهد اسلامی، ساسانی و هخامنشی به ویژه پیکرهٔ آناهیتا، اله هی آب یافت می‌شود که توجه علاقه‌مندان را به خود معطوف داشته‌است.
آناهیتا در زبان اوستایی، نام یک پیکر کیهانی هند و ایرانی است، که ایزدبانوی آبها (آبان) پنداشته می‌شود و از این رو با نمادهایی چون باروری، شفا و خرد نیز همراه است.
آناهیتا، در پارسی میانه یا امروزی ناهید یا آناهید است و در زبان ارمنی آناهیت نامیده می‌شود.
تاریخ نویسان یونان و روم باستان از او با نام آناتیس anaÏtis یاد کرده یا او را یکی ازایزدان معابد خود شناسانده‌اند.
آناهیتا، آناهید یا ناهید که در زبان پارسی به معنای دور از آلودگی است، نام ایزد بانوی آب، باران و باروری در مذاهب ایران باستان است.
به احتمال زیاد «اردویسور آناهیتا» نیز چون «میترا» از ایزدانی بود که پیش از پیدایش زرتشت، توسط مردم ایران مورد ستایش قرار می‌گرفت.
آناهیتا با جنگاوری نیز مربوط بوده‌است و باور بر این بود که جنگاورانی را که به پیشگاه او او نذر کنند، یاری می‌دهد.
البته باید خاطر نشان نمود ایرانیان عهد باستان یکتاپرست بودند، ولی آناهیتا و دو ایزد بانوی دیگر به عنوان خدایان فرعی تقدیس می‌شدند.
در تپهٔ فرُاش که متعلُق به دورهٔ اسلامی و بالنجان که متعلق به عهد ساسانی و پیش از ان است، اشیا و آثار باستانی فراوانی باقی‌مانده که ارزش تاریخی، فرهنگی و ملی شایانی دارند.